# Lil Jon
Lil Jon, właściwie Jonathan Mortimer Smith (ur. 17 stycznia 1971 w Atlancie) – amerykański raper i producent muzyczny, aktor. Znany jako pionier podgatunku hip-hopu zwanego crunk, kombinacji południowego rapu z elementami muzyki bass. Członek zespołu Lil Jon & the East Side Boyz. Laureat American Music Award. W 2005 zdobył Nagrodę Grammy w kategorii najlepsza współpraca rapera z wokalistami za piosenkę „Yeah!”, nagraną z Usherem i gościnnym udziałem Ludacrisa.

## Życiorys

### Wczesne lata
Urodził się i wychował w Atlancie, gdzie w 1988 ukończył Liceum im. Fredericka Douglassa w Atlancie. W wieku jedenastu lat został klubowym DJ-em.

### Kariera muzyczna
Został odkryty przez Jermaine'a Dupriego, który zatrudnił go w swojej wytwórni So So Def. Prowadził show w radiu V103. Zaczął produkować remiksy dla takich artystów jak Usher, Too $hort, Xscape i Total. W latach 1993–2000 pracował dla So So Def. W 1996 podjął współpracę z Big Samem (prawdziwe nazwisko Sam Norris) i Lil Bo (Wendell Neal), znanymi jako East Side Boyz by nagrać album Get Crunk, Who U Wit: Da Album. Album ten zawierał singel „Who U Wit”, który stał się klubowym hitem w Atlancie i wkrótce także na całym południu USA. Utwór ten zapoczątkował też gatunek muzyczny o nazwie crunk.
Lil Jon & the East Side Boyz powrócili w 2001 z albumem Put Yo Hood Up. Singel z tego albumu, „Bia Bia” zawierający wsparcie Ludacrisa, Too $horta i Chyny Whyte, stał się klubowym hitem w Stanach Zjednoczonych.
W 2002 zespół wydał album Kings Of Crunk. Pierwszym singlem był „I Don't Give A Fuck” (przy wsparciu Mystikala i Krayzie Bone'a). Jakkolwiek to „Get Low” stał się masowym hitem. Osiągnął miejsce w pierwszej piątce światowego rankingu R&B. „Get Low” jest piosenką, którą słyszymy na początku w grze Need for Speed: Underground. Bazując na sukcesie „Get Low” album osiągnął miejsce w pierwszej dwudziestce najlepiej sprzedających się płyt. We wrześniu 2003 wydał kompilację CD i DVD pt. Part II zawierającą remix „Get Low”. Wyprodukował też utwór „Salt Shaker” dla Ying Yang Twins.
W 2004 wyprodukował kolejny przebój dla Ushera pt. „Yeah!”. W tym samym roku wyprodukował też utwór „Goodies” dla Ciary i „Freek-A-Leek” dla Peteya Pablo.
W listopadzie 2004 ukazał się album Crunk Juice, który zawierał gościnne występy takich wykonawców, jak Lil Scrappy, Ice Cube, R. Kelly, Snoop Dogg czy Ludacris.
8 czerwca 2010 wydał swój pierwszy solowy album Crunk Rock. Jon pracował nad albumem pięć lat.

### Kariera filmowa
Wystąpił w filmach u boku Snoopa Dogga: komedii Soul Plane: Wysokie loty (Soul Plane, 2004) z Kevinem Hartem, Tomem Arnoldem i Methodem Manem oraz dramacie muzycznym Boss'n Up (2005). Trafił do obsady parodii Jasona Friedberga Komedia romantyczna (Date Movie, 2006) z Carmen Electrą i komedii Davida Zuckera Straszny film 4 (Scary Movie 4, 2006) z Anną Faris.
Gościł w programach telewizyjnych: Chappelle’s Show (2004) i Hell’s Kitchen (2016). Podkładał głos w serialu animowanym Klasa 3000 (2007).
Jego utwór „Get Low” znalazł się w grze Need for Speed: Underground (2003). Był jedną z ukrytych postaci w grze komputerowej Tony Hawk’s American Wasteland (2005).
Był drugim reżyserem produkcji pornograficznej: Afro-Centric Lil Jon And The Eastside Boyz American Sex Series (2004) z Ice La Fox, Vivid Entertainment Lil Jon's Vivid Vegas Party (2005) z Tommym Gunnem, a także pojawił się gościnnie w filmie porno Distinctive Movies High Rollaz Heavy Hittaz Going Crazy (2005) u boku Mike’a Tysona i Vivid Entertainment Club Lil Jon (2011).
W 2014 otrzymał MTV Video Music Awards za reżyserię teledysku DJ Snake’a do piosenki „Turn Down for What” (2013).

## Życie prywatne
Od 2004 Lil Jon jest żonaty z Nicole, mają syna, Nathana (znanego również jako DJ Slade; ur. 1998).

## Dyskografia

### Albumy solowe
- Crunk Rock (2010)

### Lil Jon & the East Side Boyz
- Get Crunk, Who U Wit: Da Album (1997)
- We Still Crunk! (2000)
- Put Yo Hood Up (2001)
- Kings of Crunk (2002)
- Part II (2003)
- Crunk Juice (2004)

### Single
- „Who You Wit” (1997)
- „Shawty Freak A Lil Sumtin” (1998)
- „I Like Dem Girlz” (2000)
- „Bia Bia” (gościnnie Ludacris, Too $hort, Big Kap & Chyna Whyte) (2001)
- „Put Yo Hood Up” (2001)
- „I Don't Give a Fuck” (gościnnie Mystikal, Krayzie Bone) (2002)
- „Get Low” (gościnnie Ying Yang Twins) (2003)
- „Salt Shaker” (gościnnie Ying Yang Twins) (2003)
- „What U Gon' Do” (gościnnie Lil Scrappy) (2004)
- „Lovers & Friends” (gościnnie Usher, Ludacris) (2004)
- „Get Crunk” (gościnnie Bo Hagon) (2004)
- „Real Nigga Roll Call” (gościnnie Ice Cube) (2004)
- „Act A Fool” (gościnnie Master P) (2004)
- „Snap Yo Fingers” (gościnnie E-40, Sean P) (2006)
- „Act a Fool” (gościnnie Three 6 Mafia) (2006)
- „I Do” (gościnnie Snoop Dogg, Swizz Beatz) (2009)
- „Give It All U Got” (gościnnie Kee, Tinchy Stryder) (2009)
- „Turbulance” (gościnnie Steve Aoki, Laidback Luke) (2010)